# Свети Димитър (Бер)
Вижте пояснителната страница за други значения на Свети Димитър.
„Свети Димитър“ (на гръцки: Άγιος Δημήτριος) е късносредновековна православна църква в южномакедонския град Бер (Верия), Егейска Македония, Гърция. Храмът е част от енория „Св. св. Петър и Павел“.

## История
Църквата е издигната в XVI век. В архитектурно отношение е един от най-впечатляващите храмове на града – трикорабна базилика с дървен покрив. Притежава дървен резбован иконостас от XVIII век. От оригиналните стенописи от 1550 година са запазени само малка част, а повечето а покрити при по-късни ремонти.
- Икони от храма
- „Света Екатерина“, средата на XIV век, 94 x 58 cm
- „Христос Вседържител“, край на XIV век, 90 x 63 cm
- „Богородица Гликофилуса“, край на XIV век, 93 x 58 cm
- „Свети Безсребреници Козма и Дамян“, I половина на XIV век, 104 x 65 cm